# Socket AM2+
Socket AM2+ – gniazdo procesorów typu PGA firmy АМD, następca Socketu AM2.
Zostało stworzone przez AMD do obsługi procesorów 1-, 2-, 3- i 4-rdzeniowych. Jest ono zgodne z wcześniejszą wersją AM2. Wprowadza obsługę szyny danych HyperTransport 3.0, obsługę procesorów 3- i 4- rdzeniowych, a także pamięci RAM o prędkości 1066 MHz. Masowa produkcja ruszyła w III kwartale 2007 r.